# Blastobasis polyphagum
Blastobasis polyphagum é uma espécie de mariposa do gênero Blastobasis pertencente à família Coleophoridae.